# Don Shanks
Donald L. "Don" Shanks, född 26 februari 1950 i Piasa i Macoupin County, Illinois, är en amerikansk skådespelare och stuntman. Han är bland annat känd för att spela rollen som Michael Myers i filmen Halloween 5: Förbannelsen. Han har även spelat rollen som Ben Willis/Fiskaren i I'll Always Know What You Did Last Summer, samt medverkat i rollen som indianhövding i The Last Sin Eater.

## Filmografi (i urval)

### Skådespelare
- 2007 – The Last Sin Eater
- 2006 – I'll Always Know What You Did Last Summer
- 2005 – Urban Legends: Bloody Mary
- 2001 – Touched by an Angel (TV-serie)
- 2000 – The Crow: Salvation
- 1999 – Ride with the Devil
- 1998 – Myrorna anfaller!
- 1997 – Truth or Consequences, N.M.
- 1995 – 3 Ninjas på krigsstigen
- 1994 – Dum & dummare
- 1991 – The Indian Runner
- 1989 – Halloween 5: Förbannelsen
- 1984 – Silent Night, Deadly Night
- 1983 – Sweet Sixteen
- 1983 – Ninjans hämnd
- 1979 – Hulken (TV-serie)
- 1979 – Familjen Macahan (TV-serie)